# Episodi di Space Ghost Coast to Coast (decima stagione)
La decima stagione della serie televisiva Space Ghost Coast to Coast, composta da 9 episodi, è stata pubblicata negli Stati Uniti, da GameTap, dal 30 maggio 2006 al 24 maggio 2007.
In Italia la stagione è inedita.
| nº | Titolo originale | Pubblicazione USA |
| -- | ---------------- | ----------------- |
| 1  | Billy            | 30 maggio 2006    |
| 2  | Rand             | 13 giugno 2006    |
| 3  | Kenny            | 4 luglio 2006     |
| 4  | Al               | 10 ottobre 2006   |
| 5  | Steve            | 23 gennaio 2007   |
| 6  | Rob              | 28 febbraio 2007  |
| 7  | Howard           | 17 marzo 2007     |
| 8  | Wayne            | 21 aprile 2007    |
| 9  | Larry            | 24 maggio 2007    |

## Billy
Space Ghost intervista Billy Mitchell, la prima persona ad aver raggiunto un milione di punti su Pac-Man e Donkey Kong. All'inizio il supereroe lo rimprovera per il suo risultato apparentemente sciocco, tuttavia successivamente inizia a dargli più rispetto.
- Guest star: Billy Mitchell.

## Rand
Space Ghost parla con Rand Miller, creatore di Myst, lamentandosi delle sue terribili vacanze su Myst Island.
- Guest star: Rand Miller.

## Kenny
Il supereroe chiede consigli sulla moda a Kenny Wayne Shepherd.
- Guest star: Kenny Wayne Shepherd.

## Al
Zorak si riunisce apparentemente con suo padre, Mr. Pong.
- Guest star: Allan Alcorn.

## Steve
Zorak acquista un "cannone cerebrale".
- Guest star: Steve Wozniak.

## Rob
Space Ghost cerca delle risposte dopo la morte del suo gatto Marty.
- Guest star: Rob Fulop.

## Howard
La vecchia nemesi di Zorak, Yarr, ritorna dopo vent'anni.
- Guest star: Howard Warshaw.

## Wayne
Space Ghost nomina Moltar come cuoco dello staff.
- Guest star: Wayne Coyne.

## Larry
Space Ghost intervista Larry Hunter.
- Guest star: Larry Hunter.